# Alekto
Alekto (latin: Alecto) är i grekisk mytologi en av de tre erinyerna, av romarna kallade furierna.
Alekto ("den oeftergivliga", "den outtröttliga") lever tillsammans med sina två systrar, Megära ("den avundsamma", "den fientliga") och Tisifone ("mordhämnerskan") i underjorden, Erebos. Där vilar de tills någon väcker dem till liv med en förbannelse över en brottsling. Alekto och de två andra erinyerna jagar sedan förbrytaren likt outtröttliga jakthundar; de är snabba jägare och förföljer sitt byte med en skrämmande sång som gör den jagade både sinnesförvirrad och nästintill förlamad i sina försök att undkomma.